# Dolní Věstonice
Dolní Věstonice är en ort i Tjeckien. Den ligger i regionen Södra Mähren, i den sydöstra delen av landet, 210 km sydost om huvudstaden Prag. Antalet invånare är 331.

## Historia
På platsen har omfattande undersökningar pågått upprepade gånger sedan 1920-talet. Man har påträffat en mammutjägarstation med flera bosättningsfaser från Aurignacien med hyddbottnar, eldstäder, flintredskap och dessutom gravar, en mängd figurer av elfenben och lera, bland annat Venusfiguriner, björn- och vargfigurer. Den så kallade Dolní Věstonice-Venus är världens äldsta exemplar på keramik, det vill säga bränd lera. Den hittades i byn år 1925 och är 25 000 år gammal.
Här har också hittats de äldsta bevarade homo sapiens sapiens-skeletten i hela världen. Ett flertal gravar var hockergravar beströdda med ockra och några av gravarna har varit anlagda för flera personer. C14-dateringar ger cirka 30 000 f.Kr. för den tidigaste bosättningen. 
Vinkällarna i Dolní Věstonice öppnas för allmänheten vid olika evenemang. Byn är också ett populärt tillhåll för sportfiskare.